# Thelotrema indicum
Thelotrema indicum är en lavart som beskrevs av Hale 1975. Thelotrema indicum ingår i släktet Thelotrema och familjen Thelotremataceae.   Inga underarter finns listade i Catalogue of Life.